# الجمعية الأمريكية لعلم العملات
الجمعية الأمريكية لعلم العملات هي منظمة مقرها مدينة نيويورك مخصصة لدراسة العملات المعدنية والأوراق المالية والميداليات والمسكوكات الرمزية والأشياء ذات الصلة. تأسست في عام 1858، وهي المتحف الأمريكي الوحيد المخصص حصريًا للحفاظ على العملات ودراستها. وتضم مجموعتها ما يقرب من مليون عنصر، بما في ذلك الميداليات والأوراق النقدية، بالإضافة إلى المكتبة الأكثر شمولًا في العالم للأدبيات المتعلقة بالعملات المعدنية. وشغلت رئيسة الجمعية الحالية الدكتورة أوتي وارتنبرغ منصب المدير التنفيذي لمدة عقدين، وخلفها في هذا المنصب الدكتور غيلز برانسبورغ.

## مقدمة
الجمعية الأمريكية لعلم العملات هي منظمة مخصصة لدراسة العملات المعدنية والمال والميداليات والمسكوكات الرمزية والأشياء ذات الصلة من جميع الثقافات الماضية والحالية. ويضم المقر الرئيسي للجمعية في مدينة نيويورك مجموعة الأبحاث والمكتبة الرائدة المتخصصة في علم العملات في الولايات المتحدة. وتُستخدم هذه الموارد لدعم البحث والتعليم في علم العملات لصالح المتخصصين الأكاديميين والجامعين وعلماء العملات المحترفين والجمهور المهتم. وهي واحدة من عدد من جمعيات العملات. والجمعية الأمريكية لعلم العملات عضو مؤسس في المجلس الأمريكي للجمعيات العلمية، فضلًا عن منظمات أخرى بارزة للمتاحف والثقافة.

### المهمة
تتمثل مهمة الجمعية الأمريكية لعلم العملات في إنشاء وصيانة المؤسسة الوطنية البارزة التي تعمل على تعزيز دراسة وتقدير الجمهور للعملات المعدنية والمال والميداليات والأوسمة والجوائز والأشياء ذات الصلة من جميع الثقافات كوثائق وتحف تاريخية وفنية.

### الموقع
تقع الجمعية ومقتنياتها في عدة مواقع في مدينة نيويورك. وقد أقيمت الاجتماعات الأولى للجمعية في منازل خاصة، بما في ذلك منزل عائلة العضو المؤسس للجمعية أوغستس ب. سيغ في عام 1856. وعلى مدى العقود العديدة التالية جرى الاحتفاظ بالجمعية ومجموعتها في أماكن مستأجرة في مقر اتحاد كوبر، وبيت الكتاب المقدس في أستور بليس، وبنك يونيون دايم للادخار، من بين مواقع أخرى. وبفضل سخاء آرتشر هنتنغتون، الذي أصبح عضوًا في الجمعية في عام 1899 ورئيسًا لها في عام 1904، انتقلت الجمعية إلى أودوبون تراس في ويست 155 وبرودواي، حيث استضافتها الجمعية الهسبانية لأول مرة، ثم انتقلت إلى مبناها الخاص في عام 1907. وفي عام 2003 انتقلت الجمعية إلى مبنى شركة فيديليتي آند ديبوزيت السابق في زاوية شارع فولتون وويليام. وفي عام 2008 انتقلت الجمعية إلى موقعها الحالي في 75 شارع فاريك بجوار شارع كانال في وسط مدينة مانهاتن.

## المجموعة
تتكون مجموعة العملات المعدنية والميداليات والعملات الورقية من أكثر من 800.000 قطعة جُمعت من الكثير من الفترات والثقافات. وفي العديد من المجالات تعتبر مجموعات الجمعية الأمريكية لعلم العملات الأكثر شمولًا في أي مكان في العالم. وتتضمن المجموعة عناصر نقدية مبكرة من اليونان القديمة والجمهورية الرومانية، كما تحتوي أيضًا على تمثيل قوي للعملات المعدنية من أصل أمريكي وأوروبي وشرق آسيوي وجنوب آسيوي وإسلامي. وتتراوح هذه العملات من نحو 700 قبل الميلاد حتى الوقت الحاضر. بالإضافة إلى ذلك تحتوي المجموعة على أوراق مالية وأنواع أخرى غير معدنية، بالإضافة إلى الميداليات والأوسمة التي يعود تاريخها إلى ما يقرب من 4000 قبل الميلاد. ويحافظ قسم أمناء الجمعية الأمريكية لعلم العملات على المجموعة الواسعة ويدرسها ويوثقها. ويتضمن هذا العمل تحديث قاعدة بيانات المجموعة بنظام تفاعلي للناقلات العصبية آليًا، والتي تتضمن أيضًا إضافة الصور. وتعد قاعدة البيانات عبر الإنترنت هذه أحد الأصول الرئيسية لدراسة علم العملات لأنها واحدة من أكبر قواعد البيانات من نوعها ويمكن للجميع الوصول إليها.

### الموارد المتاحة على الإنترنت
تتيح الجمعية الأمريكية لعلم العملات قدرًا كبيرًا من الأبحاث والموارد المتعلقة بالعملات المعدنية عبر الإنترنت من مقتنياتها الخاصة وبالتعاون مع مؤسسات أخرى. وبالتعاون مع معهد دراسة العالم القديم، أنشأت الجمعية الأمريكية لعلم العملات مشروع OCRE «عملات الإمبراطورية الرومانية عبر الإنترنت». ويطمح هذا المشروع إلى تسجيل كل نوع منشور من عملات الإمبراطورية الرومانية المعدنية وربطها بأمثلة في مجموعات رئيسية منشورة عبر الإنترنت. كما تشارك الجمعية الأمريكية لعلم العملات في موقع Nomisma.org، وهو «مشروع تعاوني لتوفير تمثيلات رقمية مستقرة للمفاهيم المعدنية وفقًا لمبادئ البيانات المفتوحة المرتبطة». كما يهدف مشروع العملات الملكية الهلنستية HRC إلى القيام بشيء مماثل مع جميع العملات المعدنية من إمبراطورية الإسكندر الأكبر وممالكه المختلفة التي خلفته، بما في ذلك السلوقيون في الشرق الأدنى والبطالمة في مصر.

### المعارض
تمتلك الجمعية الأمريكية لعلم العملات مساحة عرض صغيرة مفتوحة للجمهور في مقرها الرئيسي في مانهاتن. كما تُعير أشياء من مجموعاتها إلى مؤسسات ومعارض رئيسية أخرى. وفي حين يمكن العثور على أكبر عدد من العناصر من الجمعية الأمريكية لعلم العملات في متحف الميتروبوليتان للفنون، فهناك معارض أخرى من الجمعية الأمريكية لعلم العملات في جميع أنحاء العالم.

## المكتبة
تضم مكتبة الجمعية الأمريكية لعلم العملات أكثر من 100.000 عنصر وهي واحدة من أكثر مجموعات الأدبيات النقدية شمولًا، بما في ذلك الكتب والدوريات وكتالوغات المزادات والمخطوطات والصور والكتيبات. ويوجد جزء خاص من المكتبة هو غرفة الكتب النادرة بمجموعتها الفريدة من الأدبيات النقدية العتيقة.

## المنشورات
تعتبر الجمعية الأمريكية لعلم العملات أيضًا ناشرًا نشطًا للأبحاث. وباعتبارها أكبر دار نشر غير ربحية لعلم العملات في العالم تصدر الجمعية الأمريكية لعلم العملات الكتب والدوريات والدراسات والكتالوغات وأوراق المؤتمرات وإجراءات المؤتمرات في مجموعة متنوعة من السلاسل والإصدارات الخاصة. وتنشر الجمعية الأمريكية لعلم العملات حاليًا ثلاث دوريات: المجلة السنوية الأمريكية لعلم العملات (1866-1924 و1989-حتى الآن)، والنشرة الاستعمارية الثلاثية (1960-حتى الآن)، والمجلة الفصلية الجمعية الأمريكية لعلم العملات (2001-حتى الآن). وتتضمن المنشورات الإلكترونية: «الجمعية الأمريكية لعلم العملات إي نيوز» الشهرية، ومدونة «بوكيت تشنج». وتنشر الجمعية الأمريكية لعلم العملات أيضًا كتبًا عن العملات المعدنية والميداليات. وتضمنت المنشورات السابقة مجلة أدبيات علم العملات (1947-2007).

## الجوائز
تمنح الجمعية الأمريكية لعلم العملات جوائز متعددة للأشخاص الذين يساهمون في علم العملات والمجتمع.
تُمنح جائزة ميدالية هنتنغتون سنويًا تكريمًا لآرتشر إم هنتنغتون، الذي كان مساهمًا مهمًا في الجمعية الأمريكية لعلم العملات في بداية القرن العشرين. وتُقدم هذه الجائزة تقديرًا للمساهمات المهنية المتميزة في مجال الدراسات النقدية. وقد مُنحت أول جائزة من هذا النوع لإدوارد ث. نيويل في عام 1918.
سُميت جائزة ميدالية سالتوس على اسم ج. سانفورد سالتوس، الذي بدأ هذه الجائزة في عام 1913. وتُمنح هذه الجائزة للنحاتين «لإنجازهم المتميز في مجال فن الميدالية». ورغم أن هذه الميدالية كانت تُمنح في البداية للأمريكيين فقط، فقد أصبح الفنانون الأجانب مؤهلين للحصول عليها منذ عام 1983. وكان الفنان البرتغالي جواو دوارتي هو الحائز على الجائزة في عام 2011، والفائزون السابقون مدرجون في قائمة الفائزين بجائزة سالتوس.

## ندوة الخريجين
في عام 1952 أنشأت الجمعية الأمريكية لعلم العملات «ندوة إريك ب. نيومان للخريجين في علم العملات». ويقام هذا البرنامج التدريبي في علم العملات كل صيف، والآن يشغل العديد من خريجيها مناصب أكاديمية.

## التاريخ
تأسست الجمعية الأمريكية لعلم العملات على يد مجموعة من هواة جمع العملات في مدينة نيويورك عام 1858، في وقت جرى فيه إنشاء العديد من الجمعيات العلمية. وعلى الرغم من أن الاجتماع الأولي لهواة جمع العملات عقد في مارس عام 1858، إلا أن الجمعية تنظر إلى السادس من أبريل عام 1858 باعتباره تاريخ إنشائها؛ وكان ذلك اليوم الذي جرت فيه الموافقة على أول دستور ولوائح للجمعية الناشئة من قبل الأعضاء. وفي نفس الشهر اعتمدت الجمعية أول عملة معدنية لها. وفي عام 1865 دُمجت باسم الجمعية الأمريكية لعلم العملات والآثار أو (إيه إن إيه إس). وفي عام 1907 تغير الاسم مرة أخرى إلى الاسم الأصلي.